# Wietze Couperus
Wietze Couperus (* 16. März 1942 in Sneek, Niederlande; auch Wytze Couperus) ist ein niederländischer ehemaliger Fußballspieler. Der Stürmer war in der Eredivisie unter anderem für ADO Den Haag und Telstar aktiv. Er kam außerdem in einem Länderspiel der niederländischen Nationalmannschaft zum Einsatz.

## Vereinskarriere
Couperus spielte in seiner Jugend beim L.S.C. 1890 aus seiner friesischen Heimatstadt Sneek – dem Verein, bei dem es für ihn rückblickend „am schönsten“ war. Nach einem Umzug nach Amsterdam schloss er sich dem dortigen Verein Blauw Wit an, bei dem er in der Saison 1962/63 sein Debüt in der Ehrendivision gab. In der Folgesaison kehrte er kurzzeitig nach Friesland zurück zur v. v. Leeuwarden, die zu der Zeit in der damaligen dritten Profiliga Tweede Divisie spielte. Nach einem Jahr verliehen ihn die Leeuwarder an den ZFC aus Zaandam. 1965 ging er zum ebenfalls drittklassigen HFC Haarlem, mit dem er 1967 Meister der Tweede Divisie wurde und zwei Jahre später als Tabellenzweiter in die erste Liga aufstieg.
Zur Saison 1970/71 erhielt er einen Vertrag von ADO – die Haager tauschten ihn beim HFC gegen den dänischen Nationalspieler Niels-Christian Holmstrøm ein. Couperus spielte mit ADO die erfolgreichste Saison des Vereins in der Eredivisie. Das Team von Trainer Václav Ježek um Torhüter Ton Thie, mit den Nationalspielern Aad Mansveld, Lex Schoenmaker und Piet de Zoete, den Norwegern „Dutte“ Berg und Harry Hestad sowie dem jungen Dick Advocaat stand siebzehn Wochen lang ungeschlagen auf dem ersten Tabellenplatz. Am Ende reichte es nur zu Platz drei hinter Meister Feijenoord und Ajax, doch auch dank der 15 Tore des Mittelstürmers hatte sich ADO für den UEFA-Pokal qualifiziert.
In der Saison 1971/72 erreichte das Team – nach der Fusion mit Holland Sport jetzt als FC Den Haag – Platz fünf in der Liga und das Pokalfinale, das allerdings mit 2:3 gegen den AFC Ajax verloren ging. Im UEFA-Pokal spielte Couperus dreimal und erzielte in der ersten Runde gegen Aris Bonneweg ein Tor; in der zweiten Runde schied der FC allerdings sang- und klanglos gegen die Wolverhampton Wanderers aus. Couperus ging zur Spielzeit 1972/73 zum – aus seinem ehemaligen Klub Blauw Wit und DWS/A gerade als Fusionsverein gegründeten – FC Amsterdam, mit dem er am Saisonende den elften Platz erreichte. Ein Jahr später wechselte er zu Telstar aus Velsen, bei dem er noch zwei Spielzeiten als Profi tätig war und die Saisons als Sechster bzw. Siebter der Eredivisie abschloss. Am Ende der Saison 1974/75 beendete er seine Profikarriere.

### Stationen
als Profifußballer:
- Blauw Wit Amsterdam (1962/63, Eredivisie, 11 Einsätze/3 Tore)
- v. v. Leeuwarden (1963/64, Tweede Divisie)
- Zaanlandsche FC (1964/65)
- HFC Haarlem (1965–1967 Tweede Divisie, 1967–1969 Eerste Divisie, 1969/70 Eredivisie 32/9)
- ADO Den Haag/FC Den Haag (1970–1972, Eredivisie, 51/25; UEFA-Pokal 3/1)
- FC Amsterdam (1972/73, Eredivisie, 30/6)
- Telstar (1973–1975, Eredivisie, 44/15)

## Nationalmannschaft
Im Oktober 1970 nominierte Bondscoach František Fadrhonc den Mittelstürmer von ADO für das EM-Qualifikationsspiel gegen Jugoslawien nach; Couperus kam als Ersatzmann für Coen Moulijn in den Kader, der seine Teilnahme abgesagt hatte. Am 11. Oktober 1970 begann das Spiel in der Rotterdamer De Kuip ohne ihn. Nach dem 0:1 durch Dragan Džajić sorgte Mannschaftskapitän Rinus Israël in der 49. Minute mit einem Strafstoß für den Ausgleich. Fadrhonc wechselte Couperus in der 50. Minute für Wietze Veenstra von der PSV Eindhoven ein; ein weiterer Treffer fiel in dem Spiel jedoch nicht. Im folgenden EM-Qualifikationsspiel gegen die DDR-Auswahl im Dresdner Rudolf-Harbig-Stadion, das mit 0:1 verloren ging, saß Couperus noch einmal auf der Bank, ohne jedoch auflaufen zu dürfen. Die 40 Minuten Spielzeit gegen Jugoslawien blieben sein einziger Einsatz im Oranje-Trikot.